# Fabrice (animateur)
Pour les articles homonymes, voir Bessy (homonymie) et Fabrice.
François Simon-Bessy, dit simplement Fabrice, né le 20 août 1941 dans le 15e arrondissement de Paris, est un animateur de radio et de télévision français.
Sous d'autres pseudonymes, il a également été chanteur de variétés dans les années 1960 et a composé quelques morceaux de musique.

## Biographie

### Famille, formation et débuts
François Nazaire René Simon-Bessy naît le 20 août 1941 à Paris 15e, du comédien René Simon et de l'actrice Simone Simon,. Il est ensuite adopté par Maurice Bessy. Il baigne dans le milieu artistique grâce à son père biologique René Simon, fondateur du cours Simon, et à son père adoptif Maurice Bessy, qui cumule les fonctions d’historien et critique de cinéma, de scénariste et de délégué général du Festival de Cannes.
À 16 ans, il décroche un rôle au cinéma dans le film Les Jeux dangereux de Pierre Chenal.
Après avoir abandonné ses études de droit, il est embauché en 1965 sur la radio RTL par Roger Kreicher. En parallèle et au début de sa carrière, il cherche sa voie sous différents pseudonymes. Il s'essaie à la composition sous le nom de « Gary Bellington » ; un de ses morceaux est utilisé dans la bande-son du dernier épisode de la série télévisée Le Prisonnier ; dans les années 1964-1966, il enregistre au moins trois disques de chansons de variété sous le pseudonyme de « François Fabrice »,.
Par la suite, il devient une figure emblématique de la station RTL et à la télévision, animant de nombreuses émissions de jeu à la mi-journée.

### Carrière

#### Radio
Après ses débuts en 1965 sur RTL avec une rubrique musicale, Fabrice prend en charge des émissions de jeu de la mi-journée comme La Case Trésor et Les Jeux de Fabrice avec Sophie (avec Sophie Garel) ; en 1968, il présente Hop-Zi-Pop chaque samedi de 20 h 30 à minuit, émission consacrée à la musique pop ; Casino Parade de 1982 à 1990 ; RTL Parade de 1990 à 1993 ; RTL en scène de 1993 à 1995 et La Clé des mondes de 1995 à 1998 puis, plus tôt dans la matinée, Le Cékoidon de 1998 à 1999 et finalement Le Badingo de 1999 à 2000.
Par la suite, il est régulièrement invité dans l'émission Les Grosses Têtes. D'autre part, il rend célèbre La Valise RTL, jeu téléphonique qui consiste à appeler au hasard au téléphone des auditeurs de RTL pour leur faire gagner le montant présent dans la « valise RTL », annoncé quelques instants plus tôt à l'antenne, ce qui est censé inciter à écouter en permanence le flux radiophonique de la station.
En 2000, RTL décide de se passer des services de Fabrice la saison suivante, à l'instar de ceux de Philippe Bouvard. Le 21 juillet 2000, il anime sa dernière émission de la grille d'été sur la station,.
En 2012, il revient sur les ondes de la station Europe 1 en tant que chroniqueur exceptionnel dans l'émission On va s'gêner présentée par Laurent Ruquier.
Le 14 octobre 2014, RTL annonce son retour dans l'équipe des Grosses Têtes de Laurent Ruquier, aux côtés de Sophie Garel. À partir du 10 mai 2021, il participe aux Grosses Têtes de Laurent Ruquier de façon exceptionnelle.

#### Télévision
En 1977, Fabrice succède à Jean-Pierre Cuny comme présentateur sur Télé Luxembourg d'une émission de jeu, intitulée Les incollables (Système D et Passe et Gagne). Son but est de faire découvrir au candidat une année de l'histoire en lui donnant des indices sur des événements proches. Participent également à cette émission Jacques Bergier ainsi que les comédiens et chansonniers Évelyne Grandjean, Michel Dénériaz et Jean Raymond. Intervient également dans l'émission Me Jacques Chaussard.
En 1978, il anime Les Quat'z'amis, une chronique dans l'émission de divertissement pour la jeunesse Récré A2, sur Antenne 2. Entouré des marionnettes « Toucancan », « Belle Belle » et « Pousse Moussu », ses acolytes avec lesquels il chante le générique, il propose des jeux ludiques et éducatifs qui portent sur la construction des mots, la musique, ou des expériences amusantes à réaliser à la maison. Devant le succès de l'émission, le générique de l’émission sort en disque format 45 tours. Il est remplacé en 1981 par Zabou.
En 1981, il se lance dans le jeu télévisé grand public en présentant Atoukado sur Télé-Luxembourg/RTL Télévision, aux côtés de Sophie Garel, une émission dans laquelle deux candidats s'affrontent sur des questions de culture générale. En 1987, le programme est transféré sur M6 en France, sur RTL TVI en Belgique ; Fabrice arrête de présenter le programme en cours d'année, Georges Beller lui succèdant.
À partir du 25 avril 1982, il anime la version dominicale des Jeux de 20 heures intitulé « Les Jeux du Dimanche » sur FR3 et, toujours la même année, un jeu de Bob Jacqmin[Information douteuse] Le Dernier Mot sur Télé-Luxembourg, avec Maître Capello comme arbitre puis, en 1983, Les Petits Drôles sur TF1 ; en 1984, il anime Variétoscope également sur TF1.
En 1986, Pascale Breugnot l'invite à rejoindre l'équipe de Sexy Folies sur Antenne 2, où Fabrice présente la rubrique « Strip Poker », durant laquelle deux couples se voient proposer un questionnaire érotique et enlèvent un vêtement à chaque bonne réponse.
En 1987, après Atoukado, Fabrice présente La Classe sur FR3, l'émission de divertissement produite par Guy Lux, qui assoit sa notoriété d'animateur populaire sur les écrans français[réf. nécessaire]. Il joue avec humour le professeur d'une bande d’« élèves » plutôt agités, qui sont en réalité de jeunes humoristes venus présenter leurs sketchs. Parmi eux seront révélés les artites Jean-Marie Bigard, Pierre Palmade, Michèle Laroque, Vincent Lagaf' ou encore Élie Kakou. Il présente le programme jusqu'à sa suppression en 1994.
Il anime également de nombreux autres programmes à la télévision : Les incollables, Trivial Pursuit, Jeux sans frontières sur Antenne 2, ou encore Pour la vie avec Valérie Pascale en 1995, un reality show porté sur le thème du mariage, et Intervilles sur TF1 avec Jean-Pierre Foucault.
En 2000, il présente son dernier programme de la décennie en animant, toujours sur TF1, Le Bestophe avec Bruno Roblès et Mareva Galanter. Il quitte la télévision à la fin de l’été 2000.
Après une longue absence, il fait un retour plutôt inattendu le samedi 4 février 2012 dans un numéro spécial de l'émission On n'demande qu'à en rire présentée par Laurent Ruquier à 20 h 35, au cours de laquelle Fabrice fait partie du jury de l'émission. Il y revient pour la deuxième fois le 27 février[réf. nécessaire].

### Vie privée
Au début des années 2000, Fabrice prend sa retraite et part vivre en Suisse.

## Synthèse de l'activité médiatique

### Radio (animateur ou participant)

#### RTL
Sur la station RTL :
- à partir de 1965 : Music and news
- 1968 : Hop-Zi-Pop
- 1971-1976 : La Case trésor
- 1976-1982 : Le Bingo
- 1982-1990 : Casino parade
- 1990-1993 : RTL parade
- 1993-1995 : RTL en scène
- 1995-1996 : La Clé des mondes
- 1996-1998 : La Petite Famille RTL
- 1998-1999 : Le Cékoidon

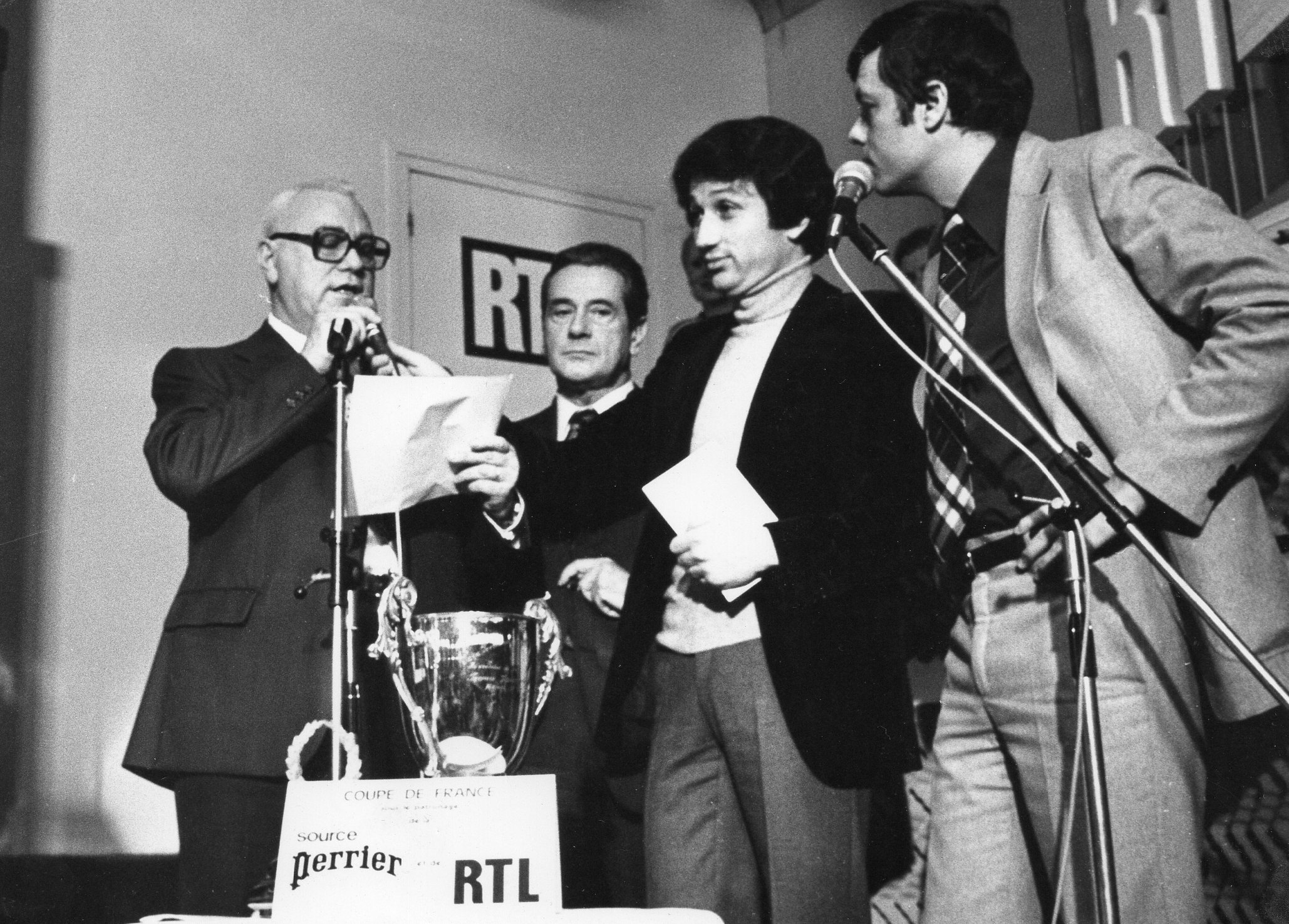
François Jouvenet, Michel Drucker et Fabrice lors du tirage au sort de la Coupe de France de football 1978 dans les studios de RTL.

- 1999-2000 : Le Badingo (dernière émission en tant qu'animateur le 21 juillet 2000)
- 2000 : RTL fête Fabrice : émission-hommage animée par Julien Courbet.
- 2001-2005 : Les Grosses Têtes de Philippe Bouvard : invité régulier
- depuis 2014 : Les Grosses Têtes de Laurent Ruquier : sociétaire
- 5 juin 2021 : On refait la télé : invité pour les cent ans de la radio RTL.
- 6 juin 2021 : Stop ou encore : invité pour les cinquante ans de l'émission[10].

#### Europe 1
Sur  Europe 1 :
- 2012 : On va s'gêner de Laurent Ruquier : participation une première fois en tant qu'invité d'honneur (le 31 janvier) puis comme chroniqueur (à partir du 12 avril).

### Télévision (animateur ou participant)
- 1977-1978 : Les incollables (Télé Luxembourg)
- 1979 : Le Francophonissime (chaînes francophones)
- 1979-1980 : La Timbale (Télé Luxembourg)
- 1978-1981 : Les Quat'z'amis[11][source insuffisante] (Antenne 2)
- 1980-1986 : Le Parti d'en rire (Télé Luxembourg, 1980-1981 / Télé Monte-Carlo)
- 1981-1991 : Atoukado, avec Sophie Garel (Télé Luxembourg / RTL Télévision / RTL TVI)
- 1982 : Les Jeux du Dimanche (FR3)
- 1982-1983 : Le Dernier mot (TSR et RTL-Télévision)
- 1983 : Les Petits Drôles (TF1)
- 1984 : Varietoscope, avec Taka le robot (TF1)
- 1985 : Tout s'achète (Canal+)
- 1986 : Sexy Folies (Antenne 2)
- 1987-1994 : La Classe (FR3 / France 3)
- 1987 : Atoukado, avec Sophie Garel (M6)
- 1988 : Astromatch (FR3)
- 1988 : Bêtes à malice (Antenne 2)
- 1988 : Mardi Cinéma (Antenne 2)
- 1988-1989 : Jeux sans frontières (Antenne 2)
- 1988-1989 : Trivial Pursuit (Antenne 2)
- 1994 : Disneyland express, avec Adeline (TF1)
- 1995-1996 : Intervilles (TF1)
- 1995-1997 : Pour la vie, avec Valérie Pascale[12] (TF1)
- 1999 : Intervilles (coprésentation, TF1)
- 2000 : Le Bestophe (29 janvier, TF1)
- 2012 : On n'demande qu'à en rire (France 2) : participant du jury
- 2017 : Les Grosses Têtes (France 2) : chroniqueur
- 2018 : Les Enfants de la télé (France 2) : invité
- 2019 : Les Grosses Têtes jouent le jeu (France 2) : chroniqueur
- 2021 : On est en direct (France 2) : invité
- 2022 : Les Enfants de la télé, émission spéciale « 50 ans de jeux télé » (France 2)
- 2022 : Touche pas à mon poste !  (C8)
- 2023 : Les Grosses Têtes (France 2)

## Filmographie
- 1958 : Les Jeux dangereux de Pierre Chenal : Alain Leroy-Gomez (sous le nom de François Simon-Bessy)
- 1969 : Erotissimo de Gérard Pirès : un speaker (sous le nom de Fabrice)

## Discographie
Fabrice a également été chanteur, sous le pseudonyme de « François Fabrice », :
- 1964 : Je veux brûler mes vingt ans (François Fabrice / François Fabrice - L. Pila) (Pathé / Pathé-Marconi)
- 1964 : Viens ce soir (François Fabrice)
- 1964 : Oui, tu l’aimes (François Fabrice / François Fabrice - L. Pila)
- 1964 : Je me souviens de toi (François Fabrice - R. Starling)
- 1965 : Si j’étais fou (R. Vincent - F. Simon-Bessy / F. Simon-Bessy) (Pathé / EMI)
- 1965 : Souviens-toi quand même (F. Simon-Bessy - M. Vendôme)
- 1965 : Oui, c’était moi (F. Simon-Bessy - G. Bourgeois - J.M. Rivière)
- 1965 : Je ne veux pas savoir (R. Vincent - C. Daubizit)
- 1966 : Les garçons sont fous (Think for Yourself) (G. Harrison - F. Gérald) (Pathé / Pathé-Marconi)
- 1966 : Si tu pouvais me voir (F. Fabrice - J. Arel - F. Gérald)
- 1966 : Ça fait au moins trois mois (Shapes of Things) (Samwell Smith - R. Mc Carty - A. Salvet) (Pathé / EMI)
- 1966 : S’il faut chanter (F. Fabrice - J.-C. Petit - Monty - P. Saka)
- 1979 : Les Quat’z amis
- 1990 : Roumanie, le soleil se lève à l’est (CBS)